# Dasagondanahalli, Dod Ballapur
Dasagondanahalli là một làng thuộc tehsil Dod Ballapur, huyện Bangalore Rural, bang Karnataka, Ấn Độ.